# L'Émigrante (film, 1940)
Pour les articles homonymes, voir L'Émigrant (homonymie).
Pour plus de détails, voir Fiche technique et Distribution.
L'Émigrante est un film français réalisé par Léo Joannon, sorti en 1940.

## Fiche technique
- Titre : L'Émigrante
- Réalisation : Léo Joannon
- Scénario : Yves Allégret et Jean Aurenche
- Dialogues : André-Paul Antoine
- Adaptation : Jacques Companéez
- Photographie : Eugen Schüfftan, Paul Portier, Henri Alekan
- Décors : Robert-Jules Garnier
- Son : Tony Leenhardt, Robert Yvonnet
- Musique : Michel Lévine
- Montage : Yvonne Martin
- Société de production : Compagnie commerciale française cinématographique (CCFC)
- Pays de production :  France
- Durée : 109 minutes
- Date de sortie : 13 mars 1940

## Distribution
- Edwige Feuillère : Christiane
- Jean Chevrier : François Champart
- Génia Vaury : Madame Vermeersch
- Georges Lannes : Tino
- Pierre Larquey : Monrozat
- Jean d'Yd : l'ingénieur-chef
- Jacques Vitry : le commissaire
- Roger Bontemps : Vermeersch
- Philippe Richard : le médecin-chef
- Robert Ozanne : l'ami de Tino
- Fun-Sen : l'annamite
- Gaston Jacquet : un officier
- Serge Nadaud: un officier
- Pierre Juvenet : le représentant de la compagnie
- Bernard La Jarrige : le journaliste
- Palmyre Levasseur : la religieuse
- Frédéric Mariotti : un émigrant
- Marcel Pérès : un émigrant
- Edmond Van Daële : un émigrant
- Forde Willis : l'architecte
- Marcel Duhamel
- Maurice Marceau
- Hélène Dassonville
- Émile Saulieu